# Léo Israélowicz
Léo Israélowicz ou Israel Israélowicz (ou Léo Ilkar) (né le 15 février 1912 à Tarnów, Galicie, Pologne et mort en 1944 à Auschwitz) est un chanteur ténor qui, lors de la Seconde Guerre mondiale, est le chef du service de liaison de l'UGIF, organisme créé en 1941 à la demande du maréchal Philippe Pétain, avec la Gestapo.

## Biographie
Léo Israélowicz naît le 15 février 1912 à Tarnów, Galicie, Pologne. Il est le fils de Balbina Israélowicz (née Rauchwerg), née le 13 octobre 1887 à Tarnów, Galicie, Pologne. 

### Vienne (Autriche)
Léo Israélowicz est, à Vienne, un chanteur ténor dans les chœurs de l'Opéra viennois. En 1938, il est membre du conseil juif de la ville.

### Paris
Adolf Eichmann et Theodor Dannecker, fait venir Léo Israélowicz à Paris, le 18 mars 1941, avec Wilhelm Biberstein, autre membre du Judenrat de Vienne (Autriche), en Autriche.
Le but de leur venue à Paris est d'enseigner à la communauté juive française comment établir un Judenrat. Les nazis avaient utilisés la même méthode en 1941 quand ils font venir Chaim Rumkowski de Lodz à Varsovie et Jacob Edelstein (Jakob Edelstein) de Prague à Amsterdam. Ils publient un bulletin d'information dont le but est de conseiller les Juifs et de les accoutumer à obéir aux ordres nazis. L'hebdomadaire Informations juives parait à partir du 19 avril 1941. Il devient le Bulletin de l'UGIF, le 23 janvier 1942.  Chaque numéro est visé par le sergent SS Ernst Heinrichsohn.

#### Actions positives

##### Robert Gamzon
Le 8 juillet 1943, Léo Israelowicz  délivre une attestation, avec l'accord de Heinz Röthke, qui est avec Theodor Dannecker l'un des principaux responsables de la déportation des juifs de France de 1940 à 1944, exemptant Robert Gamzon, membre du conseil d'administration de l'UGIF pour la zone sud et du Consistoire central. Robert Gamzon est le fondateur, en 1923, des Éclaireurs israélites de France (EIF), il est l’une des principales figures de la Résistance juive en France.

##### Robert Meyers
Léo Israélowicz intervient pour la libération du  rabbin Robert Meyers mais sans succès. Le rabbin Robert Meyers est Rabbin de la Haute-Savoie et directeur régional de l’UGIF, aumonier de la Croix-Rouge. Son épouse Suzanne Meyers est secrétaire régionale de l’UGIF. Ils sont arrêtés à Annemasse le 28 décembre 1942. Ils sont déportés par le convoi no 48, du 13 février 1943, de Drancy vers Auschwitz.

### Déportation et assassinat par un Kapo
En France, il est accusé d'avoir aidé la Gestapo lors de certaines arrestations. Finalement, les nazis finissent par le faire déporter à son tour.
Léo Israélowicz (31 ans) est déporté par le convoi no 63, en  date du 17 décembre 1943 de Drancy vers Auschwitz, dans le même convoi que sa mère (56 ans). Leur dernière adresse est au 77 avenue Paul-Doumer dans le 16e arrondissement de Paris. C'est un hôtel particulier où il vit avec sa mère et sa fiancée Margareta Spitzer (20 ans), née à  Biesad le 25 mars 1921. Le père de cette dernière est conseiller juridique de Léo Israelowicz. Margareta Spitzer est aussi déportée dans le convoi no 63 .
Il est ensuite transféré à Monowitz au printemps 1944 : reconnu par des déportés qu'il a dénoncés peu de temps auparavant, il est assassiné trois jours après son arrivée par un Kapo français du nom de Herbert, en réalité, un juif polonais qui pense avoir reconnu en Israélovicz celui qui l'a dénoncé aux Nazis.